# Palazzo delle Logge (Carrara)
Il Palazzo delle Logge è un palazzo storico della città di Carrara, in Toscana. Il palazzo è delimitato lateralmente da Via Ghibellina e Via Rossi, posteriormente invece da Via Nova e Via Olivo.
Inizialmente denominato Palazzo Diana in onore del conte Iacopo Diana che ne ordinò la costruzione, fu il primo palazzo ad essere costruito in piazza Alberica, luogo di mercato e di affari dell'aristocrazia carrarese. Venne edificato alla fine del XVI secolo sul progetto di Giorgio Vasari e fu poi portato a termine nel secolo successivo dall'architetto Alfonso Parigi il Vecchio.
Oggi gli edifici interni sono adibiti a residenze condominiali (vi è proprio un condominio chiamato "Le Logge") ma oltre alle abitazioni sono presenti studi medici e legali.

## Storia

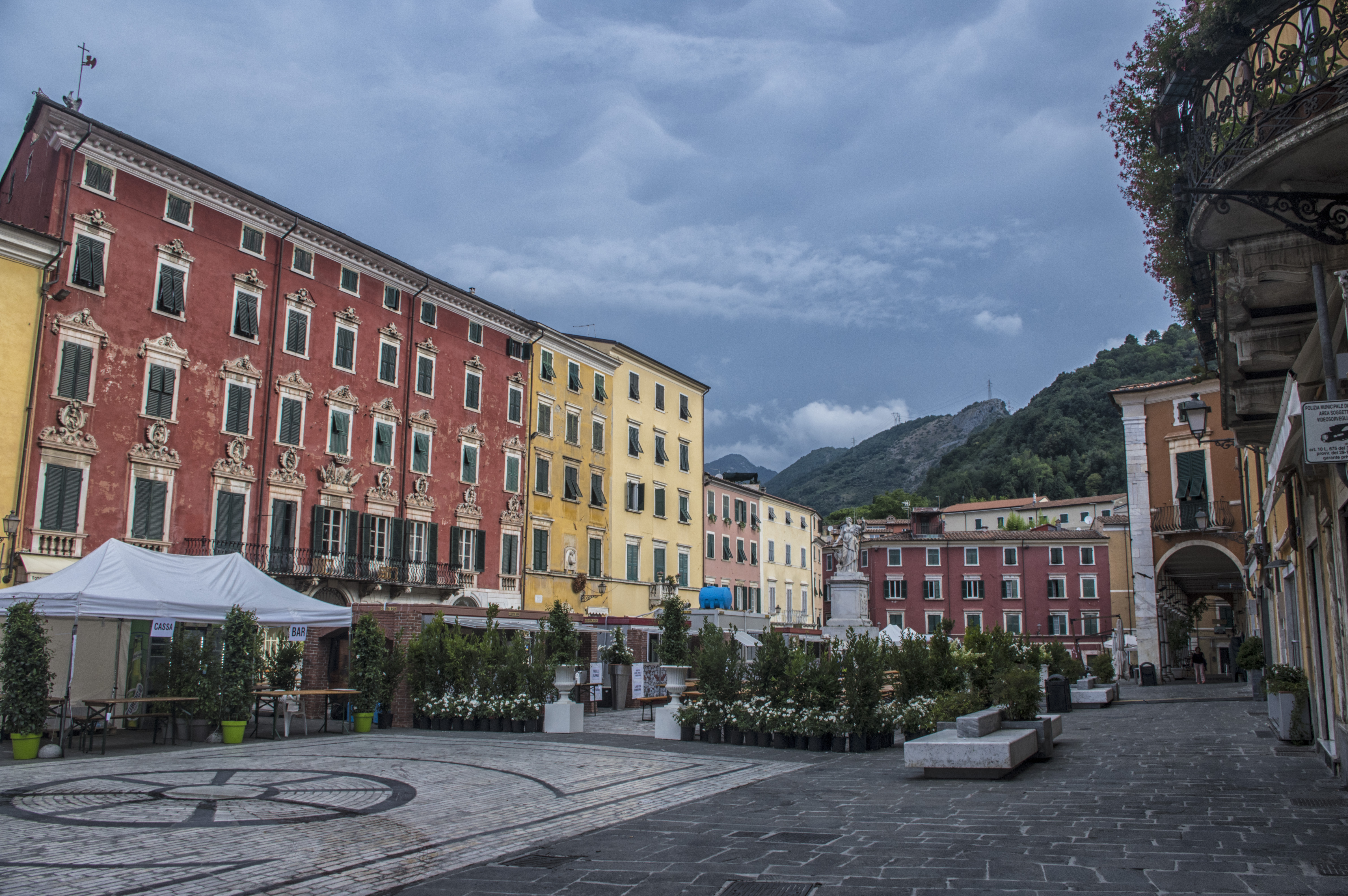
Piazza Alberica, costruita a partire dal 1557 per volere di Alberico I Cybo-Malaspina

Nella seconda metà del XVI secolo, a seguito della salita al potere del giovane Alberico I Cybo-Malaspina,  l'aspetto di Carrara viene cambiato profondamente. Nasce un nuovo modo di vedere gli elementi architettonici, le piazze e le strade; in particolare queste ultime divengono dritte e lunghe per facilitare il controllo dello spazio urbano. Si diffondono le cosiddette strade con "fondale" caratterizzate dalla presenza di un elemento architettonico o urbanistico che costituisce la parte finale di un tratto stradale. Nel XVI secolo comincia ad essere sempre più apprezzato il palazzo, che diviene l'abitazione delle famiglie aristocratiche più importanti della città; ne consegue una stratificazione sociale che evidenzia una profonda divisione urbanistica tra nobili e ricchi commercianti e artigiani e lavoratori del marmo. Proprio in questo periodo viene costruita Piazza Alberica che ospiterà più tardi il Palazzo delle Logge.
Il palazzo è stato costruito tra XVI e XVII secolo per ordine di Iacopo Diana, conte della famiglia Diana.
Nel 1564 Alberico stipulò un accordo con 116 marmisti, a capo dei quali vi era Iacopo Diana, volto a porre fine all'anarchia commerciale che vigeva in quel periodo.
Grazie a questo accordo il conte Diana ottenne il titolo di "caput offitii et appaltus marmoris terrae Carrariae" ('capo dei servizi e degli appalti del marmo del territorio di Carrara') e in seguito ai suoi successi nel commercio del marmo fece erigere il Palazzo.
In origine nacque come costruzione architettonica che aveva la funzione di unire edifici medioevali eretti sulle mura duecentesche. In una porzione del palazzo restano visibili alcuni tratti delle vecchie fondamenta delle mura. 
L'edificio non è stato costruito secondo un progetto unitario ma è frutto di un raggruppamento di fabbricati, ciascuno con una propria funzione e stile architettonico, che nel loro complesso vanno a costituire l'intero Palazzo. 
Successivamente fu arricchito da un ampio loggiato, al quale deve il nome, che a differenza della struttura originaria ha uno stile unitario. 
Il loggiato assunse una funzione molto importante all'interno del mercato cittadino, poiché molti scambi commerciali avvenivano tra queste colonne. 
Il palazzo rappresenta l'elemento principale di tutta la piazza e, tra i vari edifici, è quello che maggiormente ha contribuito alla sua centralizzazione.
Alderano Diana fu l'ultimo erede della famiglia a possedere il palazzo, dopodiché la dinastia Diana si è estinta, come risulta dal catasto 1823. Nel 2021 il Palazzo è di proprietà della ditta Arcangelo Ferrari & F.

### Iacopo Diana
Intorno al XVI secolo cominciarono a non essere più venduti i marmi su misura, sulla base di precise commissioni, bensì interi blocchi di marmo riquadrati, maggiormente adatti ad una clientela più ampia.
Ne conseguì però un aumento dei rischi, oltre che delle difficoltà. Per questo il Marchese Alberico I Cybo-Malaspina decise di istituire un Offitium Marmoris ('Ufficio del marmo'), affidando un ruolo di primo piano proprio a Iacopo Diana ( 'caput offitii et appaltus marmoris terrae Carrariae' ).
Grazie ai capitali dei Centurioni e dei Grimaldi molti uomini che fino a quel momento avevano portato avanti il mestiere di mercante cominciarono a trovarsi in possesso di cave. Questo è ciò che è accaduto allo stesso Iacopo Diana, socio dei Grimaldi, il quale arrivò a possedere la cava più rinomata, il Polvaccio.
I membri della famiglia Diana per circa due secoli occuparono un ruolo fondamentale nell'ambito del commercio del marmo e si estinsero sul finire del XVIII secolo.

## Descrizione

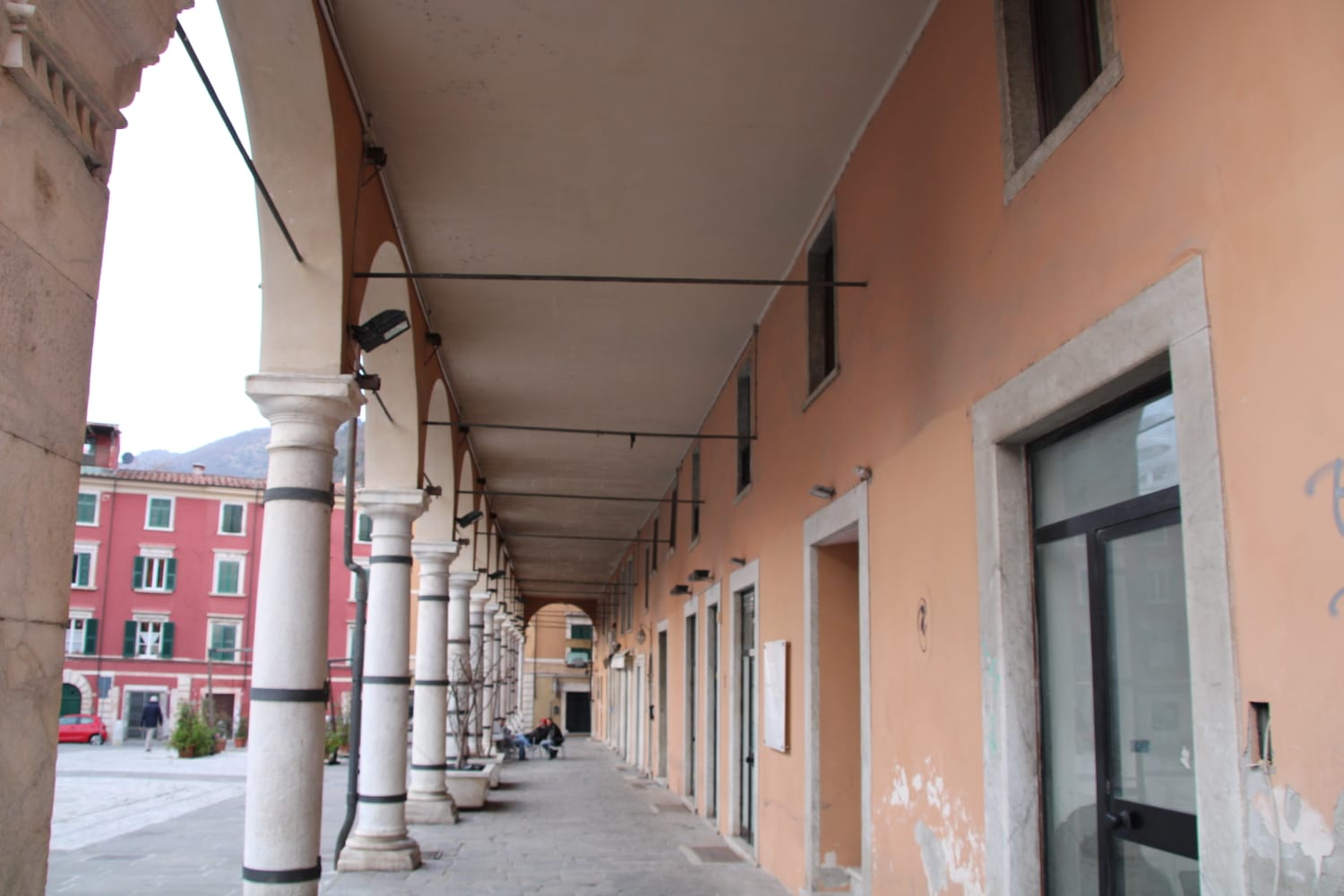
Il loggiato

Ciò che contraddistingue il Palazzo è il loggiato, che conta undici colonne marmoree monolitiche che poggiano su basi a pilastro. Le colonne reggono dodici arcate, alle cui estremità si trovano due grandi pilastri, anch'essi in marmo.
Al di sopra degli archi scorre una lista marmorea e circa mezzo metro sopra quest'ultima si trova una cordonatura che sorregge le dodici finestre. Più in alto si trova un'altra fila di finestre più piccole, che hanno gli stipiti lavorati a colonnetta sull'esterno. 
Nel lato verso monte il Palazzo prosegue oltre il colonnato con una loggetta confinata da due colonne doriche con una balaustra. Nel lato verso mare si trova invece un balconcino.  
L'edificio ricorda il Palazzo delle Logge di Arezzo, progettato anch'esso dal Vasari, con la differenza che il palazzo di Arezzo ha le logge poggiate su pilastri murari mentre il palazzo di Carrara ha colonne di marmo.  
Particolare è anche il portale in marmo caratterizzato da due pilastri e dalla rappresentazione di due Mori che reggono un guanciale che a sua volta sorregge la cornice. Vi è rappresentata una decorazione a fregio che raffigura immagini di guerra; al centro si trova invece uno scudo dove un tempo si trovava lo stemma di famiglia che fu poi rimosso dai Giacobini.